# Дубачко
Дубачко је насељено мјесто у општини Милићи, Република Српска, БиХ. Према попису становништва из 1991. у насељу је живјело 81 становника.

## Становништво
Према попису становништва из 1991. године, мјесто је имало 81 становника.
| Демографија | Демографија | Демографија |
| Година      | Становника  | Становника  |
| ----------- | ----------- | ----------- |
| 1961.       | 179         |             |
| 1971.       | 138         |             |
| 1981.       | 102         |             |
| 1991.       | 82          |             |